# Anna Młynik-Shawcross
Anna Młynik-Shawcross (ur. 22 maja 1955 w Gdańsku) – polska lekarka, działacz opozycji w okresie PRL.

## Życiorys
Jest absolwentką Akademii Medycznej w Gdańsku, Wydz. Lekarski (1980). W 1976 była sygnatariuszką listu protestacyjnego do Sejmu PRL przeciwko wprowadzonym przez PZPR zmianom w Konstytucji. Współpracowniczka KOR, jesienią 1976 zdobyła w pomieszczeniach Sądu Pracy w Gdańsku listy osób represjonowanych i usuniętych z pracy po strajkach w czerwcu 1976, m.in. w Stoczni Gdańskiej im. Lenina oraz Stoczni Remontowej w Gdańsku, które przekazała członkowi KOR Bogdanowi Borusewiczowi, co umożliwiło dotarcie i pomoc represjonowanym robotnikom. W latach 1977–1978 uczestniczyła w ROPCiO.
5 listopada 1977 była współzałożycielką i sygnatariuszką deklaracji Studenckiego Komitetu Solidarności Wyższych Uczelni Trójmiasta, angażując się w obronę osób represjonowanych, w akcje informacyjne oraz w organizowanie studenckich spotkań samokształceniowych i dyskusyjnych.  
W latach 1978–1980 współpracowała z WZZ Wybrzeża. Była zaangażowana w niezależną działalność wydawniczą, między innymi w podziemnym wydawnictwie Klin. W sierpniu 1980 uczestniczyła w strajku w Stoczni Gdańskiej.
W 1980–1985 była lekarzem w Szpitalu dla Nerwowo i Psychicznie Chorych "Drewnica" w Ząbkach pod Warszawa.
W kwietniu 1985 wyemigrowała do Wielkiej Brytanii. W latach 1987–2010 była psychiatrą (MRPsych) w The Maudsley and Bethlem Royal Hospital, Leicester Royal Hospital, następnie w Portsmouth NHS Trust.
Od roku 2014 współzałożycielka i przewodnicząca organizacji charytatywnej Help People with Autism in Poland, działającej na terenie Wielkiej Brytanii.
Odznaczona Krzyżem Oficerskim Orderu Odrodzenia Polski (2009).